# Anselm Hollo
Paavo Anselm Aleksis Hollo, i engelskspråkiga presentationer Anselm Paul Alexis Hollo, född 12 april 1934 i Helsingfors, död 29 januari 2013 i Boulder, var en finländsk poet och översättare. Han var son till Juho Hollo.
Hollo debuterade 1956 med diktsamlingen Sateiden välillä("Mellan regn"), men övergick ganska snart till att publicera sig på engelska. Han var bosatt i England i åtta år från slutet av 1950-talet och i USA från 1967 fram till sin död. Han gjorde tolkningar av poesi från finska, tyska, svenska och franska till engelska, och från engelska till tyska och finska. Som poet räknas han i Storbritannien till British Poetry Revival. I juni 1965 medverkade han vid en internationell manifestation för poesi i Royal Albert Hall i London där ett stort antal undergroundpoeter läste sina texter för tusentals åhörare. Anselm Hollo är representerad i finska, brittiska och nordamerikanska antologier. Gunnar Harding presenterade honom 1966 i antologin 4 poeter (tillsammans med Lawrence Ferlinghetti, Allen Ginsberg och Lionel Kearns). 1974 utkom urvalsvolymen Mannen i trädtoppshatt på Poesiförlaget, även den i Hardings tolkning.